# Salsa vellutata
La salsa vellutata è un fondo bianco legato da un roux rigorosamente bianco. La salsa vellutata viene considerata una salsa madre, dalla quale derivano le "salse base" e da queste salse base si ottengono un'infinità di salse.

## Etimologia
Salsa deriva dal femminile latino salsus, che significa salato, da cui deriva "sale" il condimento per eccellenza e vellutata da velluto, da vellum che significa pelo morbido.

## Storia
Una delle prime apparizioni di questa salsa è nel ricettario di Sabina Welserin, del 1553.
La ricette più famose sono quelle di Escoffier, redatta nel 1934 e di Prosper Montagnè redatta nel 1938 che la vogliono bianca e pura per eccellenza.

## Preparazione
Il principio della vellutata è un roux al quale si aggiunge un liquido caldo. In base alla ricetta da realizzare il liquido potrà essere acqua, brodo, vino o fondi di cottura. Quando il liquido usato è il latte la salsa viene chiamata besciamella.
Secondo il tipo di roux usato e il grado di cottura la salsa prenderà un colore e un sapore differenti.

## Varianti
Oltre alla salsa vellutata comune, esistono altre salse vellutate fatte a partire da un fondo bianco di vitello, di pollo o di pesce e sono la vellutata di vitello, la vellutata di pollo e la vellutata di pesce.

## Derivate
Dalla salsa vellutata derivano la salsa suprema, la salsa alemanna o parigina, la salsa al vino bianco e le salse bianche composte che sono: la salsa al curry, la salsa ai capperi, la salsa chaud-froid, derivate dalla vellutata di carne; la salsa bercy e la salsa Nantua, derivate dalla vellutata di pesce. Degna di nota è anche la vellutata conosciuta come vichyssoise, a base di porri e patate e la cui paternità è rivendicata dagli USA e dalla Francia.

## Creme di verdura
Dalla vellutata comune si fanno anche le creme di verdura aggiungendo alla vellutata un purè di verdura, come lattuga, indivia, verza, bietola, spinacio, asparago, fungo, zucca, un purè di legumi, come fagioli, ceci, lenticchie, piselli o di verdura e legumi mischiati, infine aromatizzando con spezie e erbe aromatiche.